# Pink Killer
Pink Killer is een Belgisch bier. Het bier wordt gebrouwen door Brasserie de Silly te Silly.
Pink Killer is een roze fruitbier op basis van witbier met een alcoholpercentage van 5%. Het heeft een densiteit van 11° Plato. Het bier bevat roze-pompelmoessap en sinaasappelschil.